# Bölcsek Tanácsa

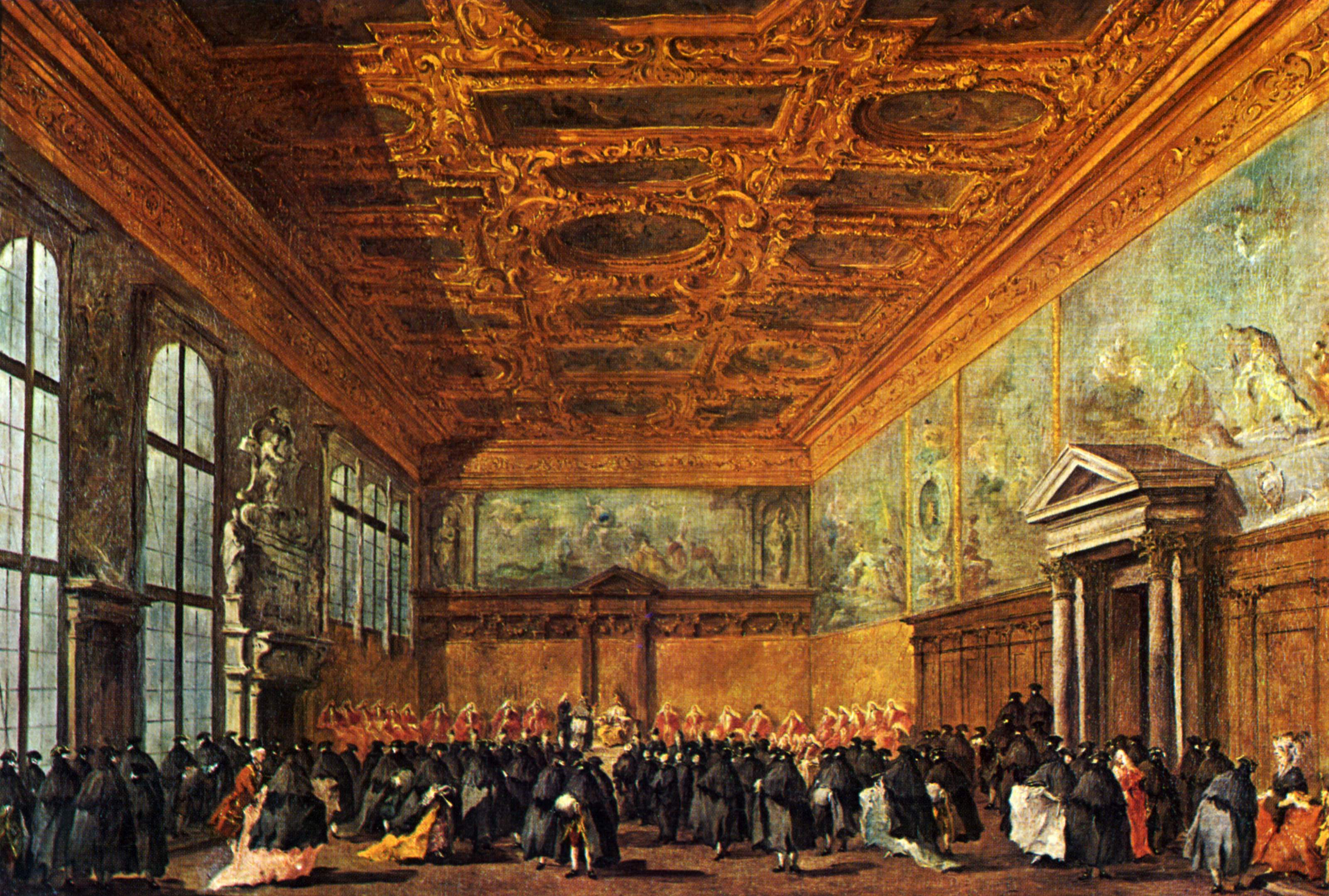
A nagykövetek fogadóterme a Sala del Collegio Velencében, Francesco Guardi festménye

A Bölcsek Tanácsa avagy olaszul a Collegio dei Savi a Velencei Köztársaság állami berendezkedésének egyik sajátos intézménye volt. Tulajdonképpen nem egyetlen állami szervet jelentett a név, hanem a Nagytanács és a Szenátus közötti ügyintézés intézményeinek összefoglalójaként említik a tanácsot.
Kialakulása a 12. század elején indult el, bár hasonló funkciókat betöltő intézmények már korábban is léteztek a köztársaság hivatalrendszerén belül. A bölcseket elsőként 1382-ben említi a velencei alkotmány. Kialakulásának legfőbb oka az volt, hogy a Nagytanács és a Szenátus nem ülhetett össze minden apróbb kérdés megvitatására, ezért először csak eseti bizottságokat hoztak létre a felmerülő gondok rendezésére. Abizottságok a két szervezet nevében látta el a teendőket, majd feloszlott. Az idő múlásával rájöttek, hogy bizonyos teendőket folyamatosan el kell látni, ezért a bizottság eseti jellegét elétörölték, és ekkor született meg a Bölcsek Kollégiuma. 

Több kollégium is alakult, amelynek tagjait leginkább a Nagytanácsból választották meg, de az ellátandó feladatokhoz igazítva a két állami szerv közösen elfogadott bölcsei látták el ezeket a feladatokat. Az első kollégium, amely megalakult, és mindvégig a legfontosabb az a bizottság volt, amelyet a Nagytanács delegált azért, hogy a szenátusi indítványokat előkészítsék. Az új bizottság hat tagból állt, akiket Savio del Consiglio-nak neveztek, sőt később a Savi Grandi, azaz Nagy Bölcsek nevet is kiérdemelték, fontosságuk miatt. Hivataluk betöltéséhez legalább negyven éven felülinek kellett lenni. Ők irányították a Bölcsek Tanácsának később egyre terebélyesedő hálózatát. A tanács tagjait először egy évre választották meg, később ez hat hónapra csökkent. A bölcsek maguk között minden héten új elnököt választottak, ő volt a Savio della Settimana, azaz magyarul a Hét bölcse. Az elnök vezette a tanács üléseit, és egyeztette a többi kollégium működését is. Emellett a Savio della Settimananak jegyzői feladata is volt a Nagytanács és a Szenátus ülésein.
A 14. században alakult meg a következő jelentős hatalommal rendelkező tanács, amely a hadiflotta ügyeit intézte. Az ifjú, ambiciózus velencei nemesek körében igen fontos hivatal volt, ugyanis már huszonöt évesen be lehetett tölteni ezt a tisztet. Amennyiben a féléves hivatali idő, a munda lejárt, az ifjak jogot kaptak arra, hogy olyan hivatalok betöltésére pályázzanak, amelyek korhatára harminc évnél kezdődött. A flotta kollégiuma, avagy teljes nevén a Sapientes de ordinibus galearum öt tagból állt. A bölcsek kollégiumát elsőként 1329-ben jegyezték be az állandó bizottságok közé.

1420-ban alakult meg a harmadik jelentős állandó kollégium, amely a Bölcsek Tanácsához tartozott. A Savio di Terra Ferma öt tagja a köztársaság itáliai birtokainak ügyeit intézte. A Terra Ferma, amelynek szó szerinti magyar fordítása: mozdulatlan föld, a 15. századtól kezdve igen fontos szerepet játszott Velence gazdaságában. Jelentőségének növekedését jelzi a független tanács felállítása is. Tagjainak be kellett töltenie a harmincadik életévét.

A Bölcsek Tanácsának tagjává válni a korabeli köztársaság idejében nagy presztízst és jelentős állami fizetést jelentett. Ez azonban nem mindig volt elég, ugyanis a bölcsek hivataluk elvállalása után minden idejüket a kollégium irányításának feladatával töltötték. Ráadásul az alkotmány szigorú korlátozásokat foganatosított velük szemben. A vesztegetés elkerülése miatt bizonyos esetekben ők sem hagyhatták el a Dózse-palota falait, és közhelyeket sem látogathattak egyedül.